# سكاندا
في البوذية السكاندا الخمسة وتعني الكومات الخمس التي تصنف جميع خبرة الفرد التي لا يوجد بينها «النفس».
حيث أنه في تقليد الثيرافادا، تظهر المعاناة عندما يحدد أحدهم أو يتمسك بالكومات وبالتالي فإن المعاناة تنطفئ بالتخلي عن　المرفقات إلى الكومات.

## التعريف
تصف العقيدة البوذية الكومات الخمس على الشكل التالي :
1. الشكل أو المادة  :
وهي المادة الداخلية والخارجية.خارجيا، روبا هو العالم المادي. داخليا، تشمل روبا الجسم المواد وأجهزة الإحساس.
2. الإحساس  أو الشعور :
 الاستشعار بكائن ما إما سار أو غير سار أو محايد.
3. التصور،  التخيل،  الإدراك،  الدراية أو  «التمييز» :
يعرف ما إذا كان كائن ما تم التعرف عليه أم لا (على سبيل المثال، صوت جرس، أو شكل شجرة).
4. التشكيلات العقلية،  النبضات، الإرادة ، أو العوامل التركيبية:
 جميع أنواع العادات العقلية، والأفكار، والآراء والأحكام المسبقة والقرارات التي نتجت عن جسم ما.
5. الوعي 
  1. في نيكاياس : النباهة.
  2. في أديهاما : سلسلة من الأفعال المترابطة المتغيرة بسرعة متميزة من الإدراك.
  3. في ماهايانا : القاعدة التي تدعم كل التجارب.